# Capella de Sant Antoni (els Prats de Rei)
La capella de Sant Antoni és una església dels Prats de Rei (Anoia) que forma part de l'Inventari del Patrimoni Arquitectònic de Catalunya.

## Descripció
És una capella d'una sola nau, amb dues capelles laterals a cada banda i absis quadrangular. Té dues entrades als peus de l'església, la principal i una secundària directament des del mas, a través d'un petit pont de pedra que uneix el primer pis de la casa amb el cor del temple. Campanar de dos ulls. Carreus ben treballats. Volta de creuer en maó i la resta en pedra.

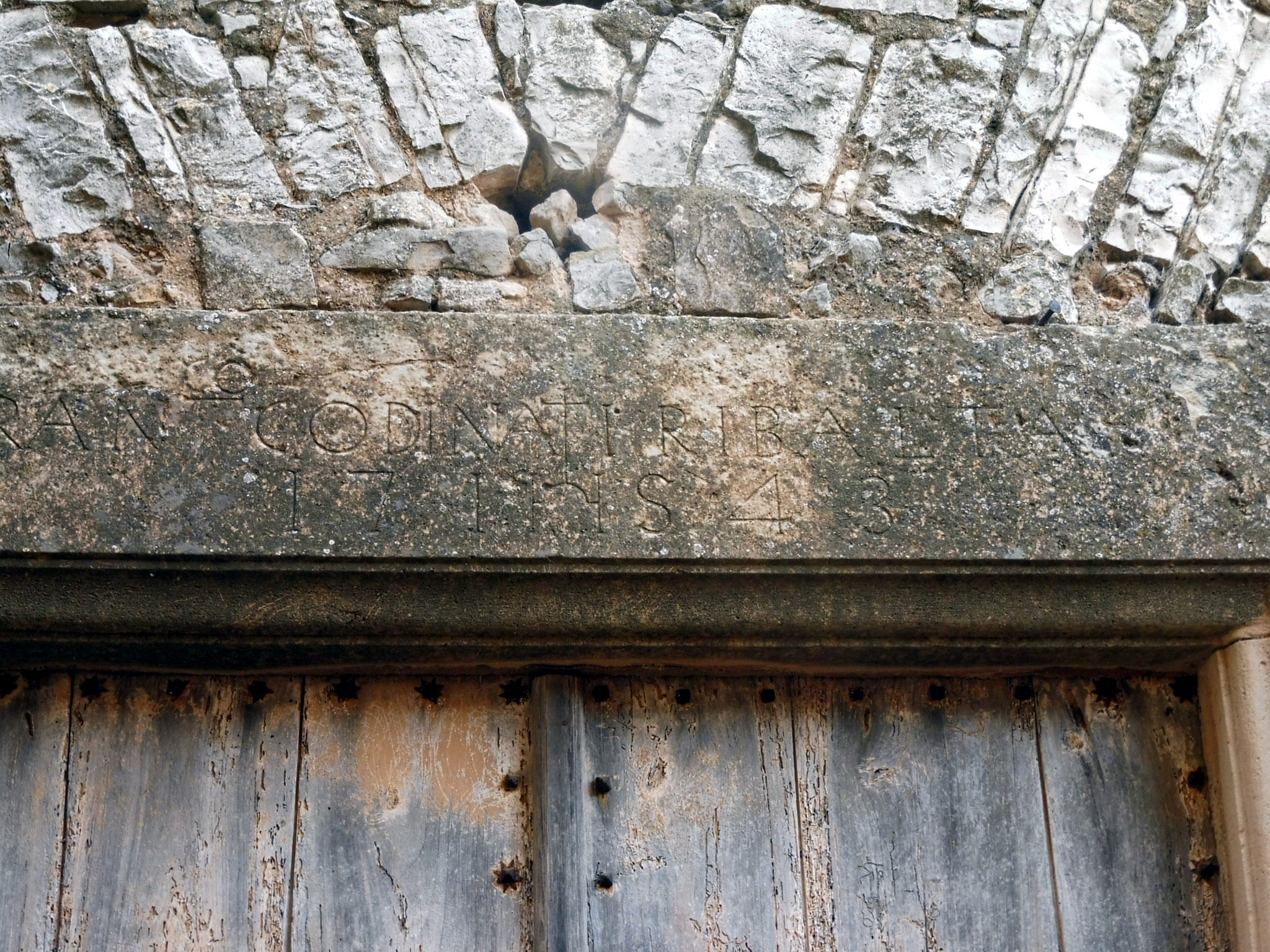
Llinda de la porta

## Història
Construïda el 1743 quinze anys més tard que la casa de Can Codina al costat de la qual es troba, per en Francesc Codina i Ribalta. Era sufragània de l'església parroquial de Sant Martí Sesgueioles i en ella s'enterraven els hereus del mas. Construïda el 1714 segons la G.Comarcal, pàg. 446). S'hi enterraren els hereus del mas.
A finals del segle XX es troba abandonada, juntament amb el mas, en un estat deplorable i en perill imminent de ruïna.